# 李彪 (1968年)
李彪（1968年3月—），汉族，云南昆明人，中国民主建国会会员。中华人民共和国政治人物、第十三届全国人民代表大会云南省代表。

## 生平
2018年，李彪被选为云南省出席第十三届全国人民代表大会代表。